# Los Olmos
Pour les articles homonymes, voir Olmos.
Los Olmos est une commune d’Espagne, dans la province de Teruel, communauté autonome d'Aragon, comarque de Bajo Aragón.